# Маркес, Мария Элена
Мари́я Эле́на Марке́с Ранхе́ль (исп. María Elena Marqués Rangel; 14 декабря 1926, Мехико, Мексика — 11 ноября 2008, Мехико, Мексика) — мексиканская актриса.
Снималась с 1942 по 1981 годы, начиная с 1960-х годов преимущественно в телесериалах. Обладательница приза Венецианского кинофестиваля за лучшую женскую роль (1947, фильм «Жемчужина»).
Скончалась 11 ноября 2008 года от сердечной недостаточности.

## Фильмография
- «Два сердца и одно танго» (1942)
- «Любовь в Халиско» (1942)
- «Ромео и Джульетта» (1943)
- «Жемчужина» (1945)
- "По широкой Миссури" (1951)